# امیرمحمد صمصامی
امیرمحمد صمصامی (زادهٔ ۱۸ آذر ۱۳۴۱ در تهران) دوبلور، مدیر دوبلاژ و گویندهٔ نام آشنای ایرانی است. او یکی از صداهای ماندگار سینمای ایران است.

## زندگی‌نامه
او که با نام امیر صمصامی هم شناخته می‌شود در ۱۸ آذر ۱۳۴۱ در تهران متولد شد.
در مرکز آموزش هنر در وزارت ارشاد (فرهنگسرای نیاوران) به تحصیل تئاتر، بازیگری و کارگردانی پرداخت و از ۲۳ سالگی به‌طور حرفه‌ای کار در دوبله را شروع کرد. اولین نقش در دوبله فیلم توسط جلال مقامی به او داده شد. از سال ۱۳۶۷ با اجراء نمایش‌های رادیویی و داستان شب پا به رادیو گذاشت. وی سابقهٔ اجرای تلویزیونی نیز دارد: اجرای تلویزیونی برنامهٔ «جلوه‌هایی از کامپیوتر» و برنامهٔ ویژهٔ ماه رمضان ۱۳۷۸ با کنعان کیانی، منوچهر والی‌زاده، محمد عمرانی و فریبا متخصص از جمله فعالیت‌های اوست.

## فعالیت دوبلاژ
| فیلم / سریال                                | سمت                  | به‌جای…                                       |
| ------------------------------------------- | -------------------- | -------------------------------------------- |
| دزدان دریایی کارائیب: نفرین مروارید سیاه    | گوینده               | اورلاندو بلوم (ویل ترنر)                     |
| دزدان دریایی کارائیب: صندوقچه مرد مرده      | گوینده               | اورلاندو بلوم (ویل ترنر)                     |
| دزدان دریایی کارائیب: پایان جهان            | گوینده               | اورلاندو بلوم (ویل ترنر)                     |
| دزدان دریایی کارائیب: مردگان حکایت نمی‌کنند  | گوینده               | اورلاندو بلوم (ویل ترنر)                     |
| ارباب حلقه‌ها: حلقه‌های قدرت                  | گوینده               | رابرت آرمایو ( الروند خردمند)                |
| سندمن                                       | گوینده               | تام استاریج                                  |
| اربابان آسمان                               | گوینده               | کلوم ترنر (سرگرد جان ایگان)                  |
| اسلپی و وروجک‌ها                             | گوینده               | بی‌دی ونگ (آقای بریم وِی)                      |
| شیفت روز                                    | گوینده               | دیو فرانکو                                   |
| قطار سریع‌السیر                              | گوینده               | اندرو کوجی                                   |
| چشمان مار: منشأ جی.آی. جو                   | گوینده               | اندرو کوجی                                   |
| سیندرلا                                     | گوینده و مدیر دوبلاژ | نیکلاس گالیتزین                              |
| ماداگاسکار                                  | گوینده               | مارتی                                        |
| پهلوانان                                    | گوینده               | یاور                                         |
| کوچه کابوس                                  | گوینده و مدیر دوبلاژ | _                                            |
| آرکین                                       | گوینده و مدیر دوبلاژ | جیسون اسپیساک (سیلکو)                        |
| چرخ زمان                                    | گوینده               | جوشا استرادوفسکی                             |
| شانگ چی و افسانه ده حلقه                    | گوینده               | سیمو لیو (شانگ چی)                           |
| آرتور شاه                                   | گوینده               | سیمو لیو (لئو)                               |
| آنچارتد                                     | گوینده               | تام هالند                                    |
| مرد عنکبوتی: راهی به خانه نیست              | گوینده               | تام هالند                                    |
| چه می‌شود اگر… ؟                             | گوینده               | تام هالند                                    |
| آشوب مدام                                   | گوینده               | تام هالند                                    |
| چری                                         | گوینده               | تام هالند                                    |
| شیطان تمام‌وقت                               | گوینده               | تام هالند                                    |
| مرد عنکبوتی: دور از خانه                    | گوینده               | تام هالند                                    |
| انتقام‌جویان: پایان بازی                     | گوینده               | تام هالند                                    |
| انتقام‌جویان: جنگ ابدیت                      | گوینده               | تام هالند                                    |
| مرد عنکبوتی: بازگشت به خانه                 | گوینده               | تام هالند                                    |
| بالا رو نگاه نکن                            | گوینده               | تیموتی شالامی                                |
| تل‌ماسه                                      | گوینده               | تیموتی شالامی                                |
| تلماسه: بخش دو                              | گوینده               | تیموتی شالامی                                |
| ثور: عشق و تندر                             | گوینده               | مت دیمون                                     |
| آخرین دوئل                                  | گوینده               | مت دیمون                                     |
| استیل‌واتر                                   | گوینده و مدیر دوبلاژ | مت دیمون                                     |
| حرکت ناگهانی ممنوع                          | گوینده               | مت دیمون                                     |
| فورد در برابر فراری                         | گوینده               | مت دیمون                                     |
| ثور: رگناروک                                | گوینده               | مت دیمون                                     |
| جیسون بورن (فیلم)                           | گوینده               | مت دیمون                                     |
| تبعیض                                       | گوینده               | مت دیمون                                     |
| رفتگان                                      | گوینده               | مت دیمون                                     |
| دادگاه شیکاگو هفت                           | گوینده               | ادی ردمین                                    |
| هوانوردان                                   | گوینده               | ادی ردمین                                    |
| جانوران شگفت‌انگیز: جنایات گریندل‌والد        | گوینده               | ادی ردمین                                    |
| جانوران شگفت‌انگیز و زیستگاه آن‌ها            | گوینده               | ادی ردمین                                    |
| جانوران شگفت‌انگیز: اسرار دامبلدور           | گوینده               | ادی ردمین                                    |
| شیشه                                        | گوینده               | جیمز مک‌آووی                                  |
| آن: بخش دوم                                 | گوینده               | جیمز مک‌آووی                                  |
| بلوند اتمی                                  | گوینده               | جیمز مک‌آووی                                  |
| نیروی اهریمنی‌اش                             | گوینده               | جیمز مک‌آووی                                  |
| مردان ایکس: ققنوس تاریک                     | گوینده               | جیمز مک‌آووی                                  |
| بازی‌های گرسنگی                              | گوینده               | لیام همسورث                                  |
| بازی‌های گرسنگی: اشتعال                      | گوینده               | لیام همسورث                                  |
| بازی‌های گرسنگی: زاغ مقلد – بخش ۱            | گوینده               | لیام همسورث                                  |
| بازی‌های گرسنگی: زاغ مقلد – بخش ۲            | گوینده               | لیام همسورث                                  |
| جنگ ستارگان: نیرو برمی‌خیزد                  | گوینده               | جان بویگا                                    |
| جنگ ستارگان: آخرین جدای                     | گوینده               | جان بویگا                                    |
| جنگ ستارگان: خیزش اسکای‌واکر                 | گوینده               | جان بویگا                                    |
| سه تیغ اره‌ای                                | گوینده               | اندرو گارفیلد                                |
| شبکه اجتماعی                                | گوینده               | اندرو گارفیلد (ادواردو ساورین)               |
| مجموعه فیلم‌های هری پاتر                     | گوینده               | روپرت گرینت (رون ویزلی)                      |
| بیستمین سالگرد هری پاتر: بازگشت به هاگوارتز | گوینده               | روپرت گرینت (رون ویزلی)                      |
| شب‌بخیر و موفق باشید                         | گوینده               | رابرت داونی جونیور                           |
| هالک شگفت‌انگیز                              | گوینده               | رابرت داونی جونیور                           |
| ۱۹۱۷                                        | گوینده               | جرج مک‌کی                                     |
| تایتان‌ها                                    | گوینده               | برنتون توایتز                                |
| بیبی راننده                                 | گوینده               | انسل الگورت                                  |
| لوپر                                        | گوینده               | پل دینو                                      |
| باب المراد                                  | گوینده و مدیر دوبلاژ | علی الابراهیم                                |
| شهر پسران                                   | گوینده               | میکی رونی                                    |
| قصه‌های جزیره                                | گوینده               | مایکل ماهونن (گاس)                           |
| سال‌های دور از خانه                          | گوینده               | تاکشی                                        |
| آمادئوس                                     | گوینده               | تام هولس                                     |
| شغل ایتالیایی                               | گوینده               |                                              |
| آلوین و سنجاب‌ها                             | گوینده               | جیسون لی                                     |
| مجموعه فیلم‌های ارباب حلقه‌ها                 | گوینده               | سم‌وایز گمجی                                  |
| هابیت: یک سفر غیرمنتظره                     | گوینده و مدیر دوبلاژ | اندی سرکیس (گالوم)                           |
| هابیت: برهوت اسماگ                          | گوینده و مدیر دوبلاژ | اورلاندو بلوم (لگولاس)                       |
| گمشده و عشق (۲۰۱۵)                          | گوینده               |                                              |
| سرزمین بیگانه                               | گوینده               | راجول                                        |
| افسانه جومونگ                               | گوینده               | مدیر اُته، بیریو پسر بزرگ‌تر مدیر اُته و سوسانو |
| جومونگ ۲(سرزمین بادها)                      | گوینده               | مارو                                         |
| پرستاران                                    | گوینده               | دن گلدمن                                     |
| گروه پلیس                                   | گوینده               | مائورو                                       |
| سریال ۲۴                                    | گوینده               | مایلو پرسمن                                  |
| دو دوست                                     | گوینده               | چون جونگ-میونگ                               |
| ۴۰۰ ضربه                                    | مدیر دوبلاژ          |                                              |
| ۱۲ سال بردگی اثر استیو مک کوئین             | مدیر دوبلاژ          |                                              |
| هوگو                                        | مدیر دوبلاژ          |                                              |
| زودیاک                                      | مدیر دوبلاژ          |                                              |
| امنیت (فیلم)                                | مدیر دوبلاژ          |                                              |
| گریز                                        | مدیر دوبلاژ          |                                              |
| من نفرت‌انگیز ۲                              | مدیر دوبلاژ          |                                              |
| ۲۰۱۲                                        | گوینده و مدیر دوبلاژ |                                              |
| رویای فرمانروای بزرگ                        | گوینده               | کیم یوشین                                    |
| تجارت                                       | گوینده               | پولاد کیمیایی                                |
| ترانزیت                                     | گوینده               | رامبد شکرابی                                 |
| شیرین                                       | گوینده               |                                              |
| افعی                                        | گوینده               |                                              |
| داستانی از برانکس                           | گوینده               | لیلو برانکاتو                                |

گویندگی مستند
| نام مستند |
| --------- |
| چهل گره   |

رادیو(در حال اجرا)
| نام برنامه | رادیو       |
| ---------- | ----------- |
| مهمان خانه | رادیو ایران |
| هوای سحر   | رادیو جوان  |
| با ستاره‌ها | رادیو البرز |
| حرفه ای‌ها  | رادیو البرز |

اجرای تلویزیونی(تا کنون)
| برنامه                |
| --------------------- |
| از مدرسه تا مدرسه     |
| جلوه‌هایی از کامپیوتر  |
| ویژه برنامه رمضان ۷۸  |
| عاشقانه‌ها شبکه ۳ سیما |

تئاتر
| نام نمایش     | کارگردان    |
| ------------- | ----------- |
| نیمکت خوشبختی | فرهاد شریفی |